# Nick Blaser
Nick Klaus Blaser is in Venezuela geboren en kwam op vijfjarige leeftijd naar Nederland. Hij groeide op in Voorburg en studeerde geneeskunde aan de universiteit Leiden. Hij promoveerde bij U.Fisch aan de universiteit Zürich. Aansluitend specialiseerde hij zich in Zwitserland en Nederland tot reumatoloog. Na een sabbatjaar besloot hij zich in het academisch ziekenhuis Bazel (UPK) verder te specialiseren tot psychiater en psychotherapeut. In 2000 startte hij een eigen psychiatrische en psychotherapeutische praktijk in een oud kartuizer klooster aan de Rijn in Bazel. In deze tijd verdiepte hij zich in de systemische familietherapie en cognitieve therapie (mindfulness) en begon hij de "ik-grens" systematisch te onderzoeken (horizologie). Dit leidde onder andere tot meerdere boekpublicaties en de oprichting van het "Centre for applied Boundary Studies".